# Itaska Beach
Itaska Beach est un village d'été (summer village) du Comté de Leduc, situé dans la province canadienne d'Alberta.

## Démographie
En tant que localité désignée dans le recensement de 2011, Itaska Beach a une population de 20 habitants dans 12 de ses 79 logements, soit une variation de -42,9 % avec la population de 2006. Avec une superficie de 0,282 3 km2, Itaska Beach possède une densité de population de 70,846 6 hab/km2 en 2011.
Concernant le recensement de 2006, Itaska Beach abritait 35 habitants dans 15 de ses 70 logements. Avec une superficie de 0,282 3 km2, le village d'été possédait une densité de population de 124,0 hab/km2 en 2006.
| 2001 | 2006 | 2011 | 2016 |
| ---- | ---- | ---- | ---- |
| 10   | 35   | 20   | 23   |